# Douro
Pour les articles homonymes, voir Douro (homonymie).
Le Douro (prononcé en portugais : [ˈdo(w)ɾu]) ou Duero (en espagnol) est un fleuve qui prend sa source en Espagne à 2 160 m d'altitude, dans la sierra de Urbión appartenant à la cordillère Ibérique, dans la province de Sória. Il serpente à travers la Meseta pendant 572 km. Puis sur 112 km, il marque la frontière entre l'Espagne et le Portugal dans une région accidentée, sa pente s'accentue et son lit se creuse entre de hautes parois granitiques. Ses berges ont été protégées en tant que parc naturel du Douro International au Portugal et parc naturel d'Arribes du Duero en Espagne. En aval de Barca d'Alva (Figueira de Castelo Rodrigo), il devient complètement portugais sur les 213 derniers km de son cours et devient navigable avant de se jeter dans l'océan Atlantique entre les villes de Porto et de Vila Nova de Gaia (dans l'estuaire de Porto).
La vallée du Douro est bordée de vignobles réputés. L'UNESCO a inscrit le 14 décembre 2001 le vignoble de la vallée du Haut Douro dans la liste du Patrimoine mondial de l'humanité dans la catégorie des paysages culturels.

## Hydronymie

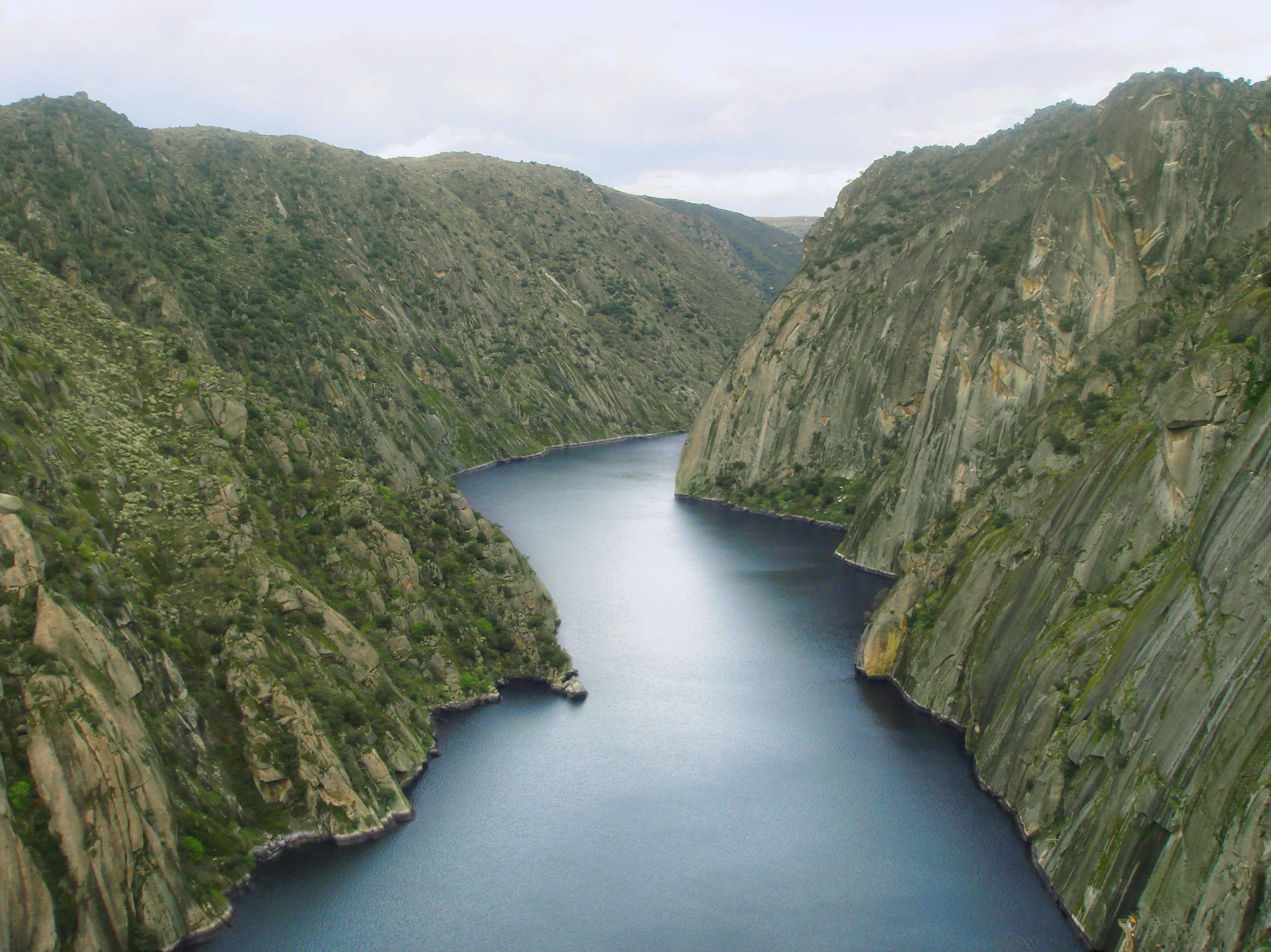
Parc naturel Arribes du Douro.

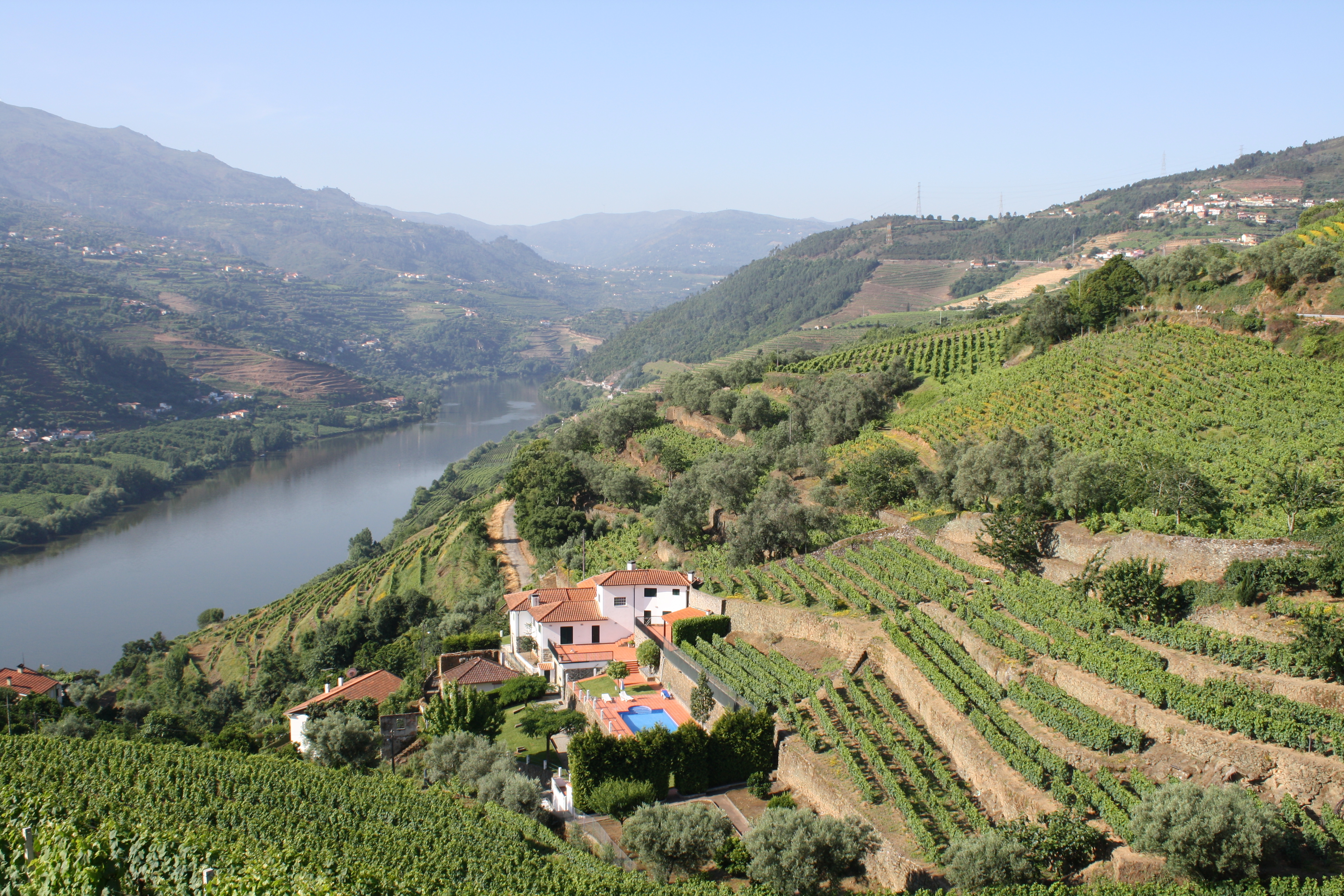
Vignobles étagés de porto dans la vallée du Douro.

Son nom latinisé Durius, dériverait d'une racine hydronymique *dur- pré-indo-européenne ou pré-celtique selon les cas. Albert Dauzat a rattaché ce nom de rivière à une racine hydronymique pré-celtique *dor- qui est bien attestée en Europe occidentale en France Doire, Doron, Douron, etc. et en Italie Dora. Le sens de cet élément est cependant inconnu.
Remarque : par étymologie populaire, on analyse Douro en d'ouro > de ouro « d’or », le rio Douro serait la « rivière d’or ».

## Géographie
Le fleuve Douro a une longueur de 897 km[réf. nécessaire].

### Bassin versant
Le bassin du fleuve a une superficie de 18 643 km2 sur le territoire portugais ce qui correspond à environ 19,1 % de son aire totale qui est de 97 603 km2. En Espagne, le bassin du Douro a donc 78 859 km2 de superficie. Sorti des monts Ibériques, dans son cours espagnol, le fleuve draine, entre 700 et 1 000 m d'altitude, avec ses deux gros affluents de rive droite, le Pisuerga et l'Esla, l'essentiel des plateaux abrités et assez secs de la Vieille Castille. Dans la région de Zamora, les précipitations n'atteignent pas 300 mm par an. Les montagnes portugaises de la partie aval du fleuve, grâce à la proximité de l'Atlantique, sont plus arrosées en hiver. Ces caractéristiques expliquent la relative modestie du débit, estimé à 570 m3/s à la frontière Espagne/Portugal, autour de 650 m3/s à l'embouchure. Malgré des influences continentales, le régime méditerranéen s'impose avec des étiages très marqués de juin à septembre, mais aussi des crues terribles qui ont pu dépasser 15 000 m3/seconde.

## Affluents

### Principaux affluents

#### Espagne
- Adaja (rg[note 1]) 164 km
- Águeda (rg) 176 km
- Cega (rg) 149 km
- Duratón (rg) 106 km
- Huebra (rg) 123 km
- Riaza (rg) 104 km
- Tormes (rg) 284 km
- Trabancos (rg) 284 km
- Arandilla (rd) 51 km
- Esla (rd) 288 km
- Hornija (rd) 288 km
- Pisuerga (rd) 280 km
- Valderaduey (rd) 145 km

#### Portugal
- Côa (rg) 140 km
- Tâmega (rd) 145 km
- Sabor (rd) 120 km

## Aménagements et écologie

### Utilisation du fleuve
À partir du XVIIIe siècle, le Douro a joué un rôle important dans le développement de la région. Portant les « barcos rabelos », typiques embarcations à fond plat et à haute voile carrée conçues pour franchir les rapides, il assurait le transport des fruits et surtout du vin de Porto. Mais la création de routes carrossables et d'une voie ferrée qui suit la vallée a porté un coup très dur à cette activité qui ne survit que de façon occasionnelle, aux périodes de hautes eaux hivernales. Le fleuve était, avant, considéré comme le seul moyen de transport de la région.
De nos jours, on s'attache à tirer parti de la précieuse réserve d'énergie, que représente le bassin du Douro pour le Portugal et aussi l'Espagne, grâce à la construction de nombreux barrages. Les lacs de retenue permettent de pallier les très faibles débits de juillet à septembre et d'assurer l'irrigation d'environ 11 000 ha de terres cultivables. Le système d'écluses dont sont pourvus les barrages a permis la reprise de la navigation sur le Douro, favorisant ainsi l'exploitation des nombreuses ressources du sous-sol.

### Barrages hydroélectriques
Le fleuve possède en Espagne et au Portugal, différents barrages exploités par des centrales hydrauliques
Avec la création de barrages hydroélectriques, le canal du Douro est devenu un lieu de navigation fluvial et maritime. Ces barrages ont par ailleurs, servi à la création de plages fluviales attirant locaux et touristes.
Ce fleuve est totalement ouvert à la voie maritime depuis 1990 au Portugal.
Les croisières fluviales sont donc très nombreuses dans cette région (en 2017, de nouveaux bateaux se sont implantées dans la région, offrant une visite du fleuve beaucoup plus luxueuse, avec hôtel à disposition).
Et depuis 2015, on peut par ailleurs, en plus de visiter ce fleuve par voie maritime et terrestre (grâce aux trains), le traverser par hélicoptère.

### Biodiversité
Ce fleuve abrite une espèce de poisson (Squalius alburnoides) endémique de la péninsule Ibérique (Portugal et sud de l'Espagne). Cette espèce est classée vulnérable par l'UICN. Ce poisson présente la particularité d'être aneuploïde.
Nombreuses sont les espèces animales présentent tout au long du fleuve, ce qui donne une diversité visuelle aux personnes réalisant des croisières. De plus les paysages sont différents les uns des autres, entre les vignobles, et les montagnes, en passant par les vallées de ce fleuve pour finir avec l'estuaire de Porto. C'est aussi un fleuve de pêche et une zone industrielle, avec les grands groupes de vins qui au moment des vendanges accueillent des centaines de travailleurs pour fabriquer le célèbre vin de Porto depuis plus de 2000 ans. La longue tradition de la viticulture a produit un paysage culturel d'une beauté exceptionnelle reflétant ainsi ses développements technologiques, sociaux et économiques.

## Galerie

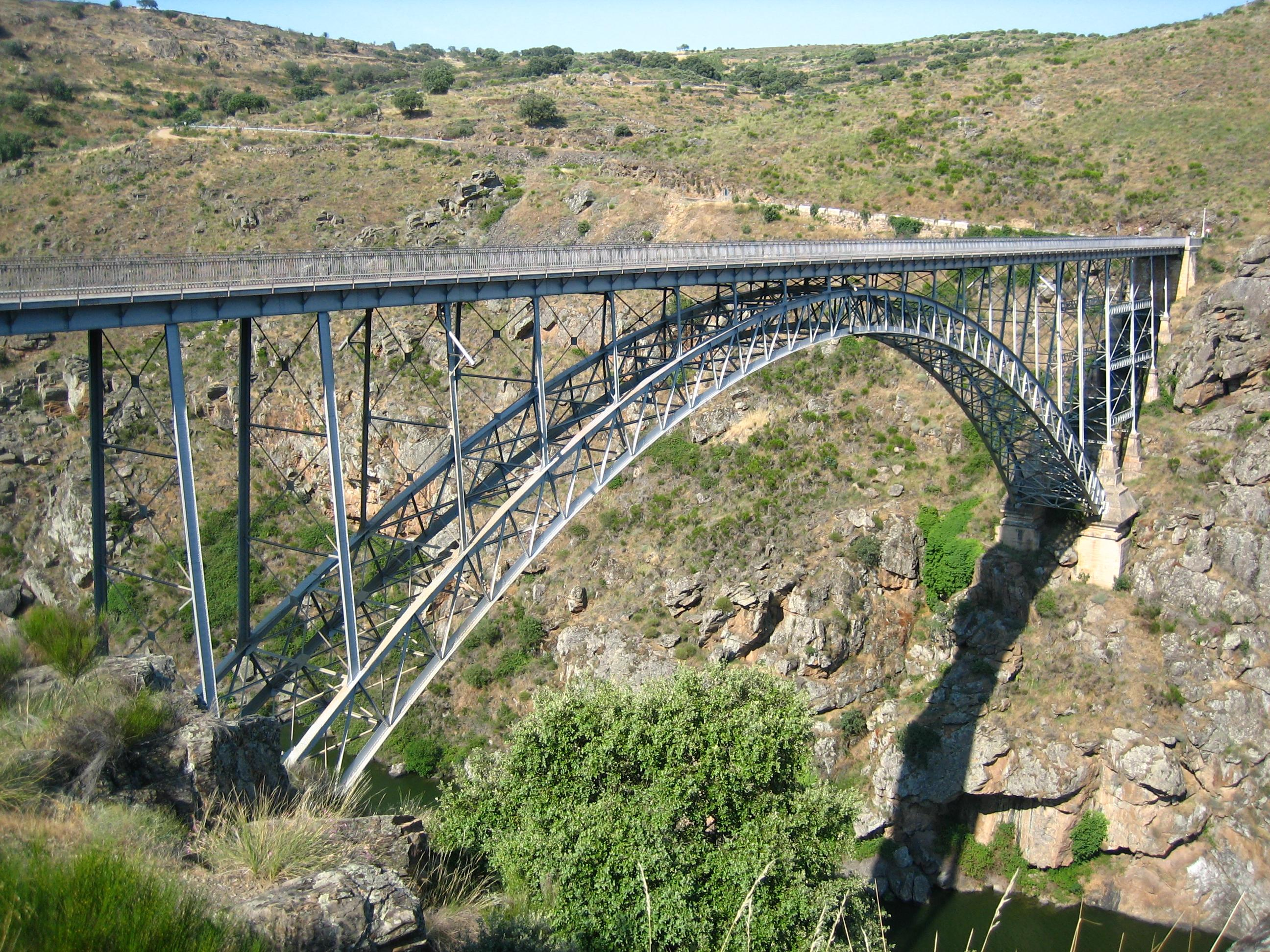
Pont sur le Duero, province de Zamora.
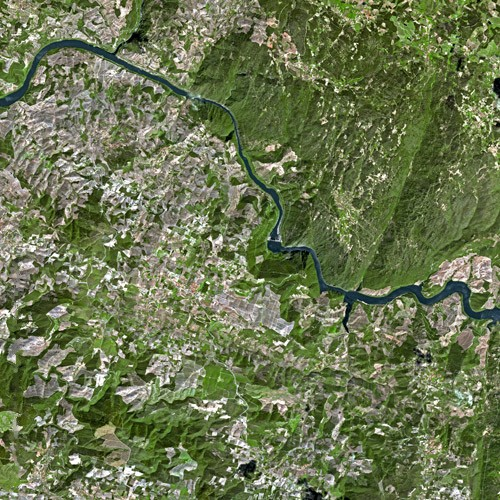
Le Douro vu par le satellite Spot.
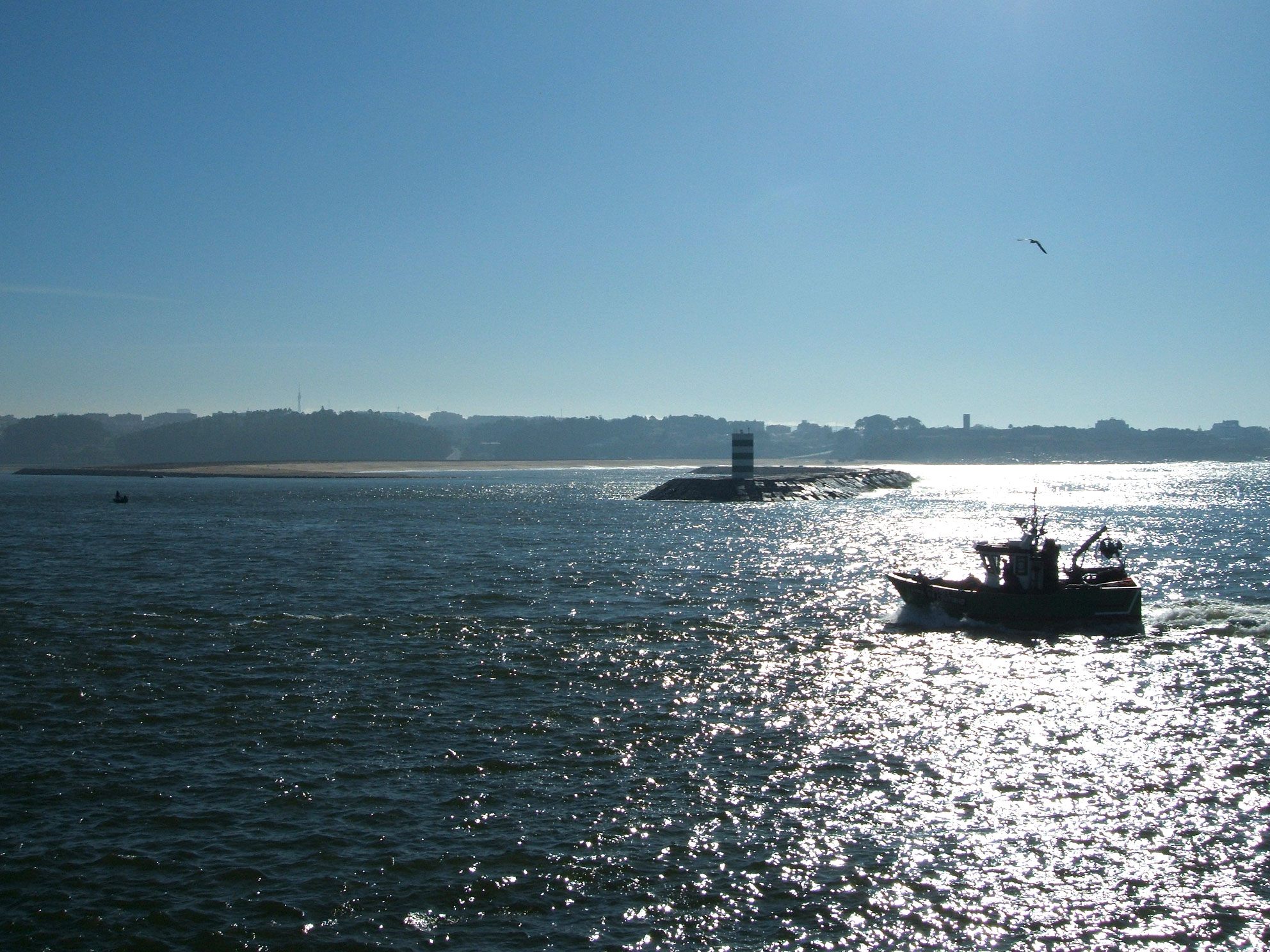
La bouche du Douro (de gauche à droite) au sud de Porto.
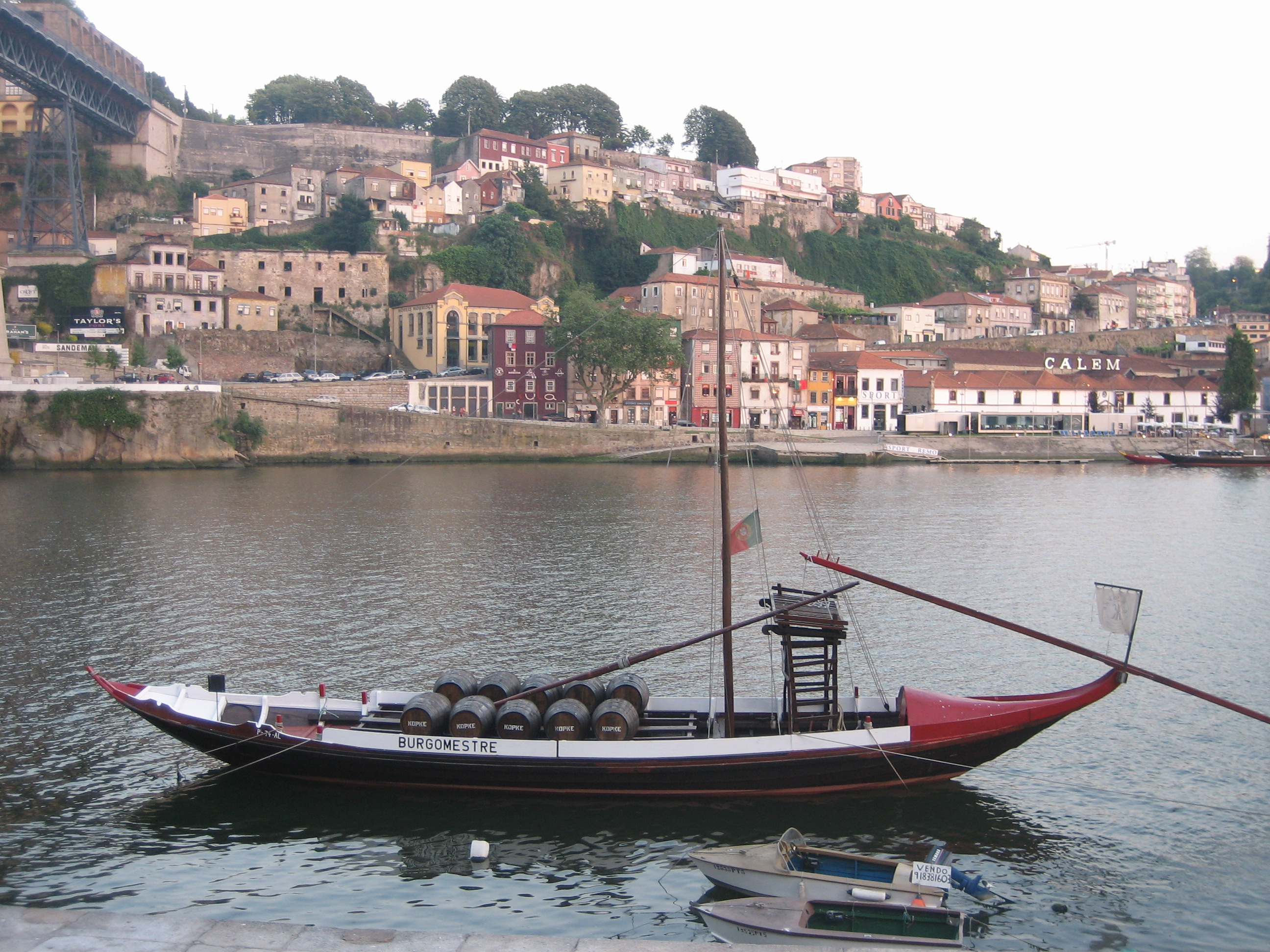
Bateau (rabelo) sur le fleuve Douro à Porto.
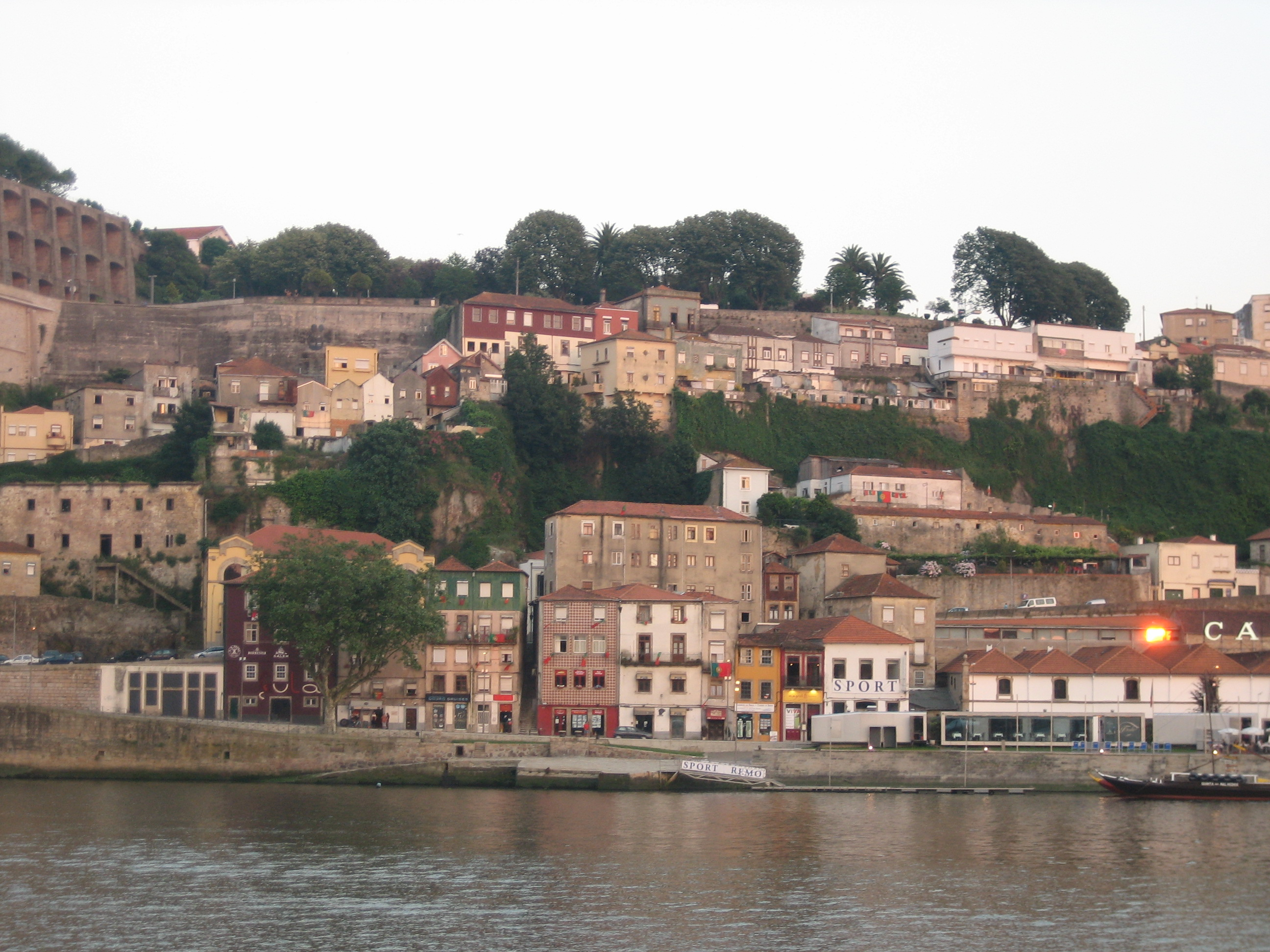
Le fleuve Douro à Porto.

## Le Douro au cinéma
- 1931 : Douro, Faina Fluvial de Manoel de Oliveira
- 2005 : Saint-Jacques... La Mecque de Coline Serreau
- 2012 : La Cage Dorée de Ruben Alves